# Paddy Power
Patrick (Paddy) Power (irl. Pádraig de Paor; ur. 19 listopada 1928, zm. 14 sierpnia 2013 w Caragh) – irlandzki polityk, nauczyciel i samorządowiec, działacz Fianna Fáil, deputowany i minister.

## Życiorys
Pracował jako nauczyciel. Zaangażował się w działalność polityczną w ramach Fianna Fáil. W wyborach w 1969 po raz pierwszy uzyskał mandat do Dáil Éireann z okręgu Kildare. Sześciokrotnie z powodzeniem ubiegał się o reelekcję (w 1973, 1977, 1981, lutym 1982, listopadzie 1982 i 1987), zasiadając w niższej izbie Oireachtas do 1989. W latach 1977–1979 wchodził także w skład Parlamentu Europejskiego. Był członkiem dwóch gabinetów Charlesa Haugheya. Od grudnia 1979 do czerwca 1981 pełnił funkcję ministra rybołówstwa i leśnictwa. Od marca do grudnia 1982 sprawował urząd ministra obrony. W 1991 zasiadł w radzie hrabstwa Kildare.
Był ojcem polityka Seána Powera.